# Louvre Abu Dhabi
Louvre Abu Dhabi je galerie a muzeum umění, pobočka francouzského muzea Louvre v kulturní ostrovní čtvrti Saadiyat u Abú Zábí. Uvnitř dómu s bílou kopulí se nachází 8 600 m² pro krátkodobé výstavy a 6 400 m² pro stálou expozici. Za architektonickým návrhem stojí Francouz Jean Nouvel. Projekt byl schválen francouzským parlamentem v roce 2007, se stavbou se začalo v roce 2009 a slavnostní otevření proběhlo 8. listopadu 2017.
Tento Louvre byl navržen tak, aby mohl hostit různá umělecká díla ze všech civilizací a kultur, které se objevily od počátku lidstva až po současnost. Mezi příklady patří italské zlato z pátého století př. n. l., Obrazy Magritta, Gauguina a Moneta, díla Picassa a mnoha dalších.